# Parafia Ofiarowania Pańskiego w Omsku
Parafia Ofiarowania Pańskiego w Omsku – rzymskokatolicka parafia znajdująca się w Omsku, w diecezji Przemienienia Pańskiego w Nowosybirsku, w dekanacie omskim.

## Historia
Powstanie wspólnoty katolickiej w Omsku wiąże się z XIX-wiecznymi zesłaniami z terenów byłej Rzeczypospolitej. Powiększona została później przez dobrowolnych emigrantów (w 1877 sami Polacy stanowili 1% mieszkańców miasta, do 1910 odsetek ten wzrósł do 8,7%). W 1862 zbudowano w mieście kościół katolicki pw. Niepokalanego Poczęcia Najświętszej Maryi Panny. Parafia w Omsku należała do dekanatu omskiego archidiecezji mohylewskiej.
Po rewolucji październikowej nastały prześladowania katolików. Kościół został zamknięty przez komunistów w latach 20. XX w., a pod koniec lat 30. zburzony (według innego źródła w latach 30. budynek został przebudowany, a jego rozbiórka miała miejsce w 1965). Dziś na jego miejscu mieści się Teatr Młodego Widza. 22 sierpnia 1930 aresztowano omskiego proboszcza Litwina ks. Michała Bugenisa, którego następnie skazano na 10 lat łagrów. W latach 30. w ramach wymiany więźniów wyjechał do Polski.
Parafia odrodziła się po upadku komunizmu.